# 軽い暗黒物質
軽い暗黒物質（かるいあんこくぶっしつ、light dark matter）とは、天文学や宇宙論において、質量が1 GeV未満のWIMP暗黒物質を指す。これらの粒子は、温かい暗黒物質や熱い暗黒物質よりも重く、Massive Compact Halo Objects （MACHO）などの従来の形式の冷たい暗黒物質よりも軽い。
Lee-Weinberg限界によると、弱い相互作用を持つWIMPの質量は{\displaystyle 2} GeV以上でなければならない。なぜなら；軽いWIMPほど対消滅断面積は {\displaystyle \approx m^{2}/M^{4}}に比例して小さくなる。ここで {\displaystyle m} はWIMPの質量、{\displaystyle M} はZボソンの質量である。これは軽いWIMPが重いWIMPよりもはるかに早く、したがって高温で「凍結」（相互作用が停止）することを意味する。軽いWIMPほど初期宇宙で豊富に生成されるため、これにより現在の残存WIMP密度が高くなる。もしWIMP質量が{\displaystyle \sim 2} GeV 以下だとすると、WIMP残存密度が宇宙を覆い尽くしてしまう。
電弱スケール以下の新しい力を導入せずにこの限界を回避する方法もあるが、加速器実験（CERN、テバトロン）やB中間子の崩壊の観測によって否定されている。したがって、軽い暗黒物質モデルを構築するためには、新しい軽いボソンを仮定することが必要である。これにより、対消滅断面積が増加し、暗黒物質粒子の標準模型への結合が減少し、加速器実験との整合性が保たれる。

## モチベーション
近年、理論上の多くの利点もあり、軽い暗黒物質が人気になっている。サブGeV暗黒物質は、INTEGRALによって観測された銀河中心の過剰陽電子、銀河中心や銀河外からの過剰ガンマ線源を説明するために使用されてきた。また、軽い暗黒物質は、さまざまな実験での微細構造定数の測定値のわずかな不一致を説明している可能性があることも示唆されている。